# NGC 1270
NGC 1270 è una galassia ellittica situata nella costellazione di Perseo, a una distanza di circa 231 milioni di anni luce dalla nostra Via Lattea.

## Scoperta
La galassia è stata scoperta il 14 febbraio 1863 dall'astronomo prussiano Heinrich d'Arrest.

## Gruppo di NGC 1275
NGC 1270 fa parte del Gruppo di NGC 1275, un raggruppamento di galassie che comprende almeno 48 membri tra cui NGC 1224, NGC 1267, NGC 1273, NGC 1275, NGC 1277, NGC 1279, IC 288, IC 294 e IC 310.
A sua volta, l'intero gruppo di NGC 1275 fa parte dell'Ammasso di Perseo (Abell 426).